# Artifio
Artifio (antiguo persa *Ardufiya o *Ardifiya, a través del griego Artyphios; también Artibio, Arzifo y Arzibio) fue un noble persa del siglo V a. C.. Era hijo del general Megabizo y de Amitis, hija del rey Jerjes I. La principal fuente sobre su vida es el historiador griego Ctesias de Cnido.
La familia paterna de Artifio era una de las más nobles del Imperio persa; su bisabuelo, llamado Megabizo como su padre, había sido uno de los seis conspiradores que ayudaron a Darío I (521-486 a. C.) para su ascenso al trono. El matrimonio de Amitis con Megabizo constituye una más entre las alianzas matrimoniales de la realeza aqueménida con las grandes familias.
Su padre Megabizo se rebeló en Siria contra el rey Artajerjes I (hermano de Amitis), siendo acompañado por sus hijos Artifio y Zópiro. Hacia 445 a. C. se selló la paz y Megabizo se reconcilió con el rey. En los próximos años no se sabe nada de Artifio, aunque se supone que mantuvo el favor real. Su hermano Zópiro, por el contrario, tras las muertes de Megabizo y Amitis, huyó a Atenas y organizó una expedición contra Artajerjes, muriendo en el intento.
En el 424 a. C. falleció Artajerjes I, y dos de sus hijos, Jerjes II y Sogdiano, ocuparon sucesivamente el trono por un breve período. Luego de asesinar a Sogdiano, un tercer hijo, llamado Oco, se proclamó rey como Darío II (423 a. C.). Al poco tiempo se alzó otro hermano, Arsites, el cual recibió el apoyo de Artifio y contrató los servicios de mercenarios milesios. Aunque los datos son escasos, la actividad militar de los rebeldes parece haberse desarrollado las provincias occidentales del imperio, de modo particular en Siria. Artasiras, un general de Darío II, fue derrotado en dos batallas, pero salió victorioso en una tercera, luego de sobornar a los mercenarios griegos. Artifio y Arsites se rindieron sucesivamente, y fueron ejecutados.
Se ha hallado en Limira (Licia, Asia Menor), una inscripción bilingüe (arameo y griego) de un dinasta local llamado "Artimas, hijo de Artifio". Se ha sugerido la identificación de este Artifio con el hijo de Megabizo, y de Artimas con uno de los oficiales de Ciro el Joven.